# Auguste Hirschauer

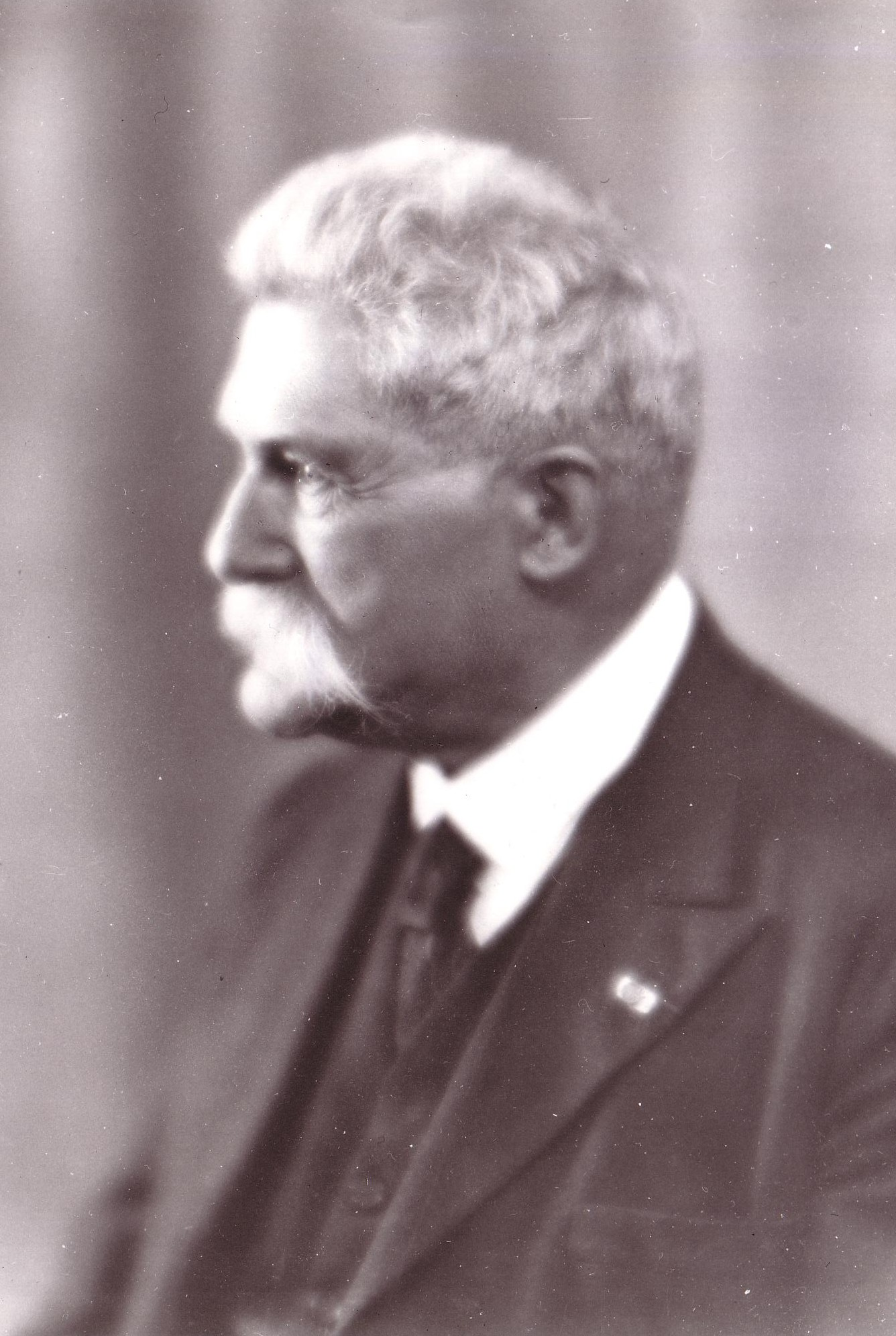
André Auguste Édouard Hirschauer

André Auguste Édouard Hirschauer, (Saint-Avold, 1857 - Versalhes, 1943) foi um general francês.
Engenheiro e oficial da arma de engenharia, foi o primeiro inspetor-geral da Aeronáutica francesa (1912-1913, 1914-1915). Comandou um corpo de exército em 1918 e foi senador por Moselle de 1920 a 1936. Seu filho Louis Hirschauer (Lille, 1885 - Vence, 1939) foi encarregado de criar, em 1921, em Chalais-Meudon, o Museu da Aeronáutica, depois Museu do Ar. Em 1919 fundou, com Charles Dollfus "L'Année Aèronatique" ("O ano da aeronáutica") e teve papel importante no desenvolvimento da aviação comercial francesa.